# Aparinskij
Aparinskij (ros. Апаринский) – chutor w Rosji, w obwodzie rostowskim, w rejonie ust-donieckim. W 2010 liczył 2865 mieszkańców.